# Тигильдеево
Тигильде́ево (тат. Чуртанлы, южносельк. Чуртанна́) — упразднённая в 1972 году деревня в Томском районе Томской области. Располагалась на территории современного Моряковского сельского поселения. Ныне урочище Тигильдеево.

## Географическое положение
Деревня была расположена в пойме реки Томи, у Сенной протоки (ныне именуемая Моряковской Протокой или Моряковской Курьёй).

## История
Первые упоминания относятся к началу XVII века. По свидетельству документов, селение образовано к 1726 году и первоначально население было из числа сибирских татар-эуштинцев. В тот год здесь имелись: 9 дворов, в которых жителей — мужчин 23 чел., женщин — 20 чел., мечеть магометанская — 1, государева почтовая станция.
В 1926 году в составе Коларовского района Томского округа Сибирского края.
Жители селения занимались скотоводством, коневодством, рыбной ловлей.
Официально прекращена к учёту как отдельный населенный пункт с 20.07.1972

## Население
По свидетельству документов первоначально население было из числа сибирских татар-эуштинцев. 
В 1726 году здесь имелись: 9 дворов, в которых жителей — мужчин 23 чел., женщин — 20 человек.
В 1887 году в деревне проживало 94 человека, в основном казанские татары (84 чел.), эуштинцы — 10 человек.
По переписи 1926 году в деревне проживало 293 человек в 57 хозяйствах, основное население — татары. 
К началу XX века население полностью перешло на казанский диалект татарского языка.